# Ingeborg Elzevier
 (14 août 2025).
Le texte peut changer fréquemment, n’est peut-être pas à jour et peut manquer de recul. N’hésitez pas à participer, en veillant à citer vos sources.
Ingeborg Elzevier, née le 20 février 1936 à Amsterdam et morte le 14 août 2025 dans la même ville, est une actrice néerlandaise.

## Filmographie

### Cinéma et téléfilms
- 1960 : De bloeiende perzik : Mirjam
- 1961 : De laatste passagier (nl) : Tante Ans
- 1962 : Hij zit aan de smeltkroes : Juffrouw Fürst
- 1962 : De grote veroveraar : Queen Statira
- 1963 : Vliegtuig in gevaar : Stewardess
- 1963 : Fietsen naar de maan (nl) : Wilma Verhest, l'ancienne voisine de Dick
- 1964 : Soubrette : Esther
- 1967 : Een mooie lange avond: Madame Kleyn
- 1971 : Karakter : Madame Stroomkoning
- 1974 : De Stille Kracht (nl) : la femme
- 1975 : Uit de wereld van Roald Dahl : Madame Drukker
- 1977 : Koning Bolo : Petemoei
- 1981 : De Lemmings : la spécialiste
- 1982 : Dubbelpion : Sofie
- 1984 : Schoppen Troef : Ans Pieps
- 1986 : Reagan: Let's Finish the Job : Ouder Karen
- 1987 : Vroeger is dood : la pensionnaire
- 1988 : Zeg 'ns Aaa (nl) : Victorine de Bruin
- 1990 : Medisch Centrum West (nl) : Josephine Richter
- 1991 : In voor- en tegenspoed (nl) : Dora Schuit
- 1993 : De kleine blonde dood (nl) : la gynécologue
- 1993 : Mus : Madame Zuidema
- 1994 : Pleidooi (nl): l'avocate Fijnhout
- 1994 : We zijn weer thuis (nl) : Gea Halswinkel
- 1996 : La Robe, et l'effet qu'elle produit sur les femmes qui la portent et les hommes qui la regardent (De jurk) : Mme Van Tilt
- 1998 : Madelief, krassen in het tafelblad (nl) : femme de Jaap
- 2001 : Wet & Waan (nl) : Huf
- 2003 : Grimm : Dona Isabel
- 2003-2004 : Bergen Binnen (nl) : Elly van Zuijlen
- 2005-2013 : Kinderen geen bezwaar (nl) : Virginie Zegers
- 2008 : S1ngle (nl) : Oma Fatima